# عبد الباسط الأنسي
الشيخ عبد الباسط الأُنسي (1867 - 22 مارس 1940) هو مؤلفٌ عُثماني وأحد عُلماء بيروت، ومؤسس صحيفة الإقبال. كان قد وضع عددًا من المؤلفات، وشارك أيضًا في البعثة العلمية الشامية إلى إستانبول عام 1915 ميلاديًا.

## حياته
وُلد عبد الباسط بن حسن الأُنسي البيروتي في بيروت عام 1867 ميلاديًا. حصل على شهادته التكميلية في بيروت، وشهادته العليا من الكلية السلطانية في القدس. عاد بعدها إلى بيروت، واتجه نحو العلوم الدينية، فدرس اللغة العربية وآدابها، ثم القرآن الكريم والفقه. درس أيضًا عامًا كاملًا في مدارس جمعية المقاصد الخيرية الإسلامية‌. أسس في عام 1893 المكتبة الأنسية في بيروت، حيث ضمّت أكثر من 40,000 مجلدًا باللغات العربية والتركية والفرنسية والإنجليزية والألمانية، وكانت تُعد «أشهر دار ممولة لمناهل العلم». يذكر كُتاب «مذكرات سليم علي سلام» لحسان حلاق في هامشه أنَّ «عبد الباسط الأنسي، اشتغل بالعمل الأدبي والصحافي والسياسي وكان رياضيًا».
أصدر صحيفة الإقبال في بيروت عام 1902 ميلاديًا، وهي صحيفةٌ باللغة العربية، ويذكر عنها كتاب «نثر الجواهر والدرر في علماء القرن الرابع عشر» بأنها «كانت اللسان العربي والإسلامي الصادق الذي دافع عن الحق، وجابه الفرنسيين والإنكليز أيام العثمانيين في ديار العرب والإسلام، كما جابههم في سوريا ولبنان وفلسطين زمن الانتدابَيْن الفرنسي والبريطاني»، وكان عبد الباسط قد استعان بالشيخ محيي الدين الخياط، والذي كان قد شغل رئيس تحرير صحيفة الإقبال مدةً طويلة، كما استعان بشخصياتٍ منهم: محمد الجسر (قبل أن يُصبح رئيسًا لمجلس النواب اللبناني) وميشال زكور (قبل أن يُصبح وزيرًا). توقفت الإقبال عن الصدور عام 1934 ميلاديًا لأسبابٍ مالية وسياسية.
شارك عبد الباسط في البعثة العلمية الشامية إلى إستانبول عام 1915 ميلاديًا، والتي هدفت حسب كتابٍ صدر عن البعثة العلمية بعد عودتها: «عرض إخلاص السوريين على سدة الخلافة الإسلامية الكبرى، مشاهدة عظمة الدولة العلية واستعدادها الحربي، بث عواطف أهالي هذه البلاد إلى إخوانهم الغزاة المجاهدين».
صدر فرمانٌ سُلطاني عام 1918 ميلاديًا بتسميته «نقيبًا للأشراف»، وكان ذلك بأمرٍ من السلطان محمد الخامس العثماني. كما كان عبد الباسط عضوًا في معظم الجمعيات ومؤسسات الدولة، وكان رئيسًا لمكتب الصنائع والتجارة الحميدي، ورئيسًا للهلال الأحمر وعضوًا دائمًا للأوقاف الإسلامية، ومنتدبًا للأوقاف في سوريا.
نال عبد الباسط 16 وسامًا رفيعًا من الدولة العثمانية وإيران وعدن وفرنسا.
تُشير المصادر أنَّ عبد الباسط كان متزوجًا ولديه 3 أولاد، كما أن لهُ شقيقين، هما: الشيخ محمد علي رئيس المحكمة الشرعية في لبنان، ومحمد سليم صاحب جريدة (روضة المعارف) والمطبعة الإنسية. كما أنَّ عمّاه: الشاعر عمر الأنسي صاحب ديوان المورد العذب، وحاكم إيالة صيدا.

## مؤلفاته
وضع عددًا من المؤلفات، منها:
- «تأسيس المباني في اللسان العثماني»، عام 1910[6]
- «أبدع الأساليب في إنشاء الرسائل والمكاتيب»، عام 1913[7]
- «البعثة العلمية إلى دار الخلافة الإسلامية»، عام 1916، كتبه بالتعاون مع آخرين
- «دليل بيروت: تقويم الإقبال لسنة 1327 هـ، السنة الشرقية 1324-1325، السنة الغربية، 1909-1910»[9]
- «هدايا السائل إلى انتشار الرسائل»[7]
- «البسط الوافر في حساب التاجر»[7]

## وفاته
تذكر بعض المصادر أنَّ عبد الباسط قد تُوفي في بيروت عام 1928 ميلاديًا، ولكن تُرجح معظم المصادر الأخرى أنَّ وفاته كانت في بيروت بتاريخ 22 مارس (آذار) 1940 ميلاديًا الموافق 13 صفر 1359 هجريًا، عن عمرٍ ناهز 73 عامًا.